# Stranraer
Stranraer (An t-Sròn Reamhar) is een plaats in Zuidwest-Schotland in het Verenigd Koninkrijk. De plaats heeft ruim tienduizend inwoners. 
De plaats wordt grotendeels ontsloten door de A75 naar Carlisle en de A77 naar Glasgow. Ook is er vanaf Stranraer een veerdienst met Belfast in Noord-Ierland. 

## Geboren
- Colin Calderwood (1965), voetballer en voetbaltrainer
- Kevin Kyle (1981), voetballer

## Galerij

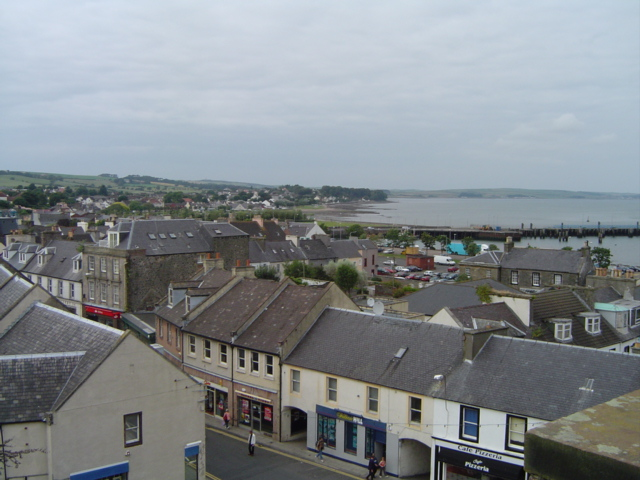
Stranraer
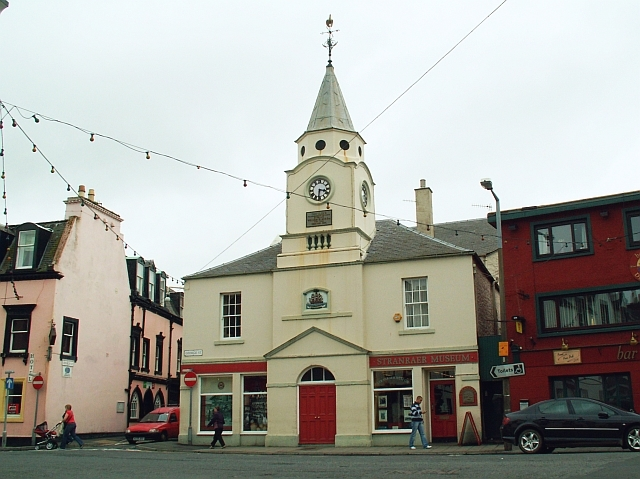
Museum van Stranraer
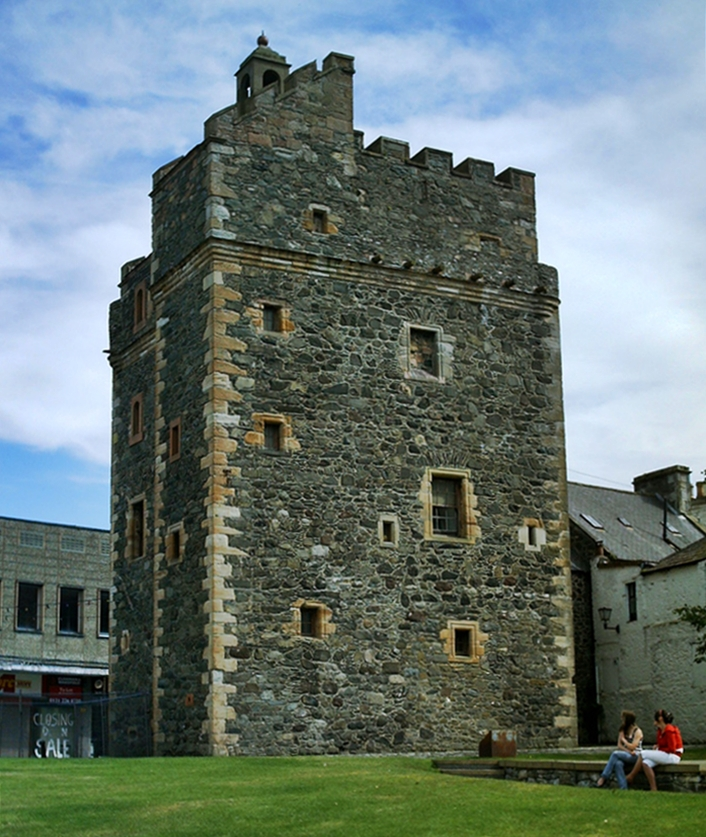
Kasteel van Stranraer